# Na Babě
Na Babě este o arie protejată (arie specială de conservare — SAC, sit de importanță comunitară — SCI) din Republica Cehă întinsă pe o suprafață de 29,21 ha, integral pe uscat.

## Localizare
Centrul sitului Na Babě este situat la coordonatele 50°01′38″N 13°52′35″E / 50.027222°N 13.876389°E.

## Înființare
Situl Na Babě a fost declarat sit de importanță comunitară în aprilie 2005 pentru a proteja 1 specie de animale. Situl a fost protejat și ca arie specială de conservare în iulie 2012.

## Biodiversitate
Situată în ecoregiunea continentală, aria protejată conține 3 habitate naturale: Pajiști panonice carstice (Stipo-Festucetalia pallentis), Pajiști uscate seminaturale și facies de acoperire cu tufișuri pe substraturi calcaroase (Festuco-Brometalia) (* situri importante pentru orhidee), Tufărișuri subcontinentale peripanonice.
La baza desemnării sitului se află o specie protejată de  nevertebrate: Euplagia quadripunctaria.